# Daorson
Daorson (grč. ΔΑΟΡΣΩΝ) je bio glavni grad ilirskog plemena Daorsa koji su živeli imali istomenu državu u periodu od 300. do 50. godine p. n. e.. u dolini rijeke Neretve. Ostaci ovog nekadašnjeg grada nalaze se u mestu Ošanjići, na oko 280-290 m nadmorske visine s koje se pruža pogled na plodnu stolačku dolinu u Hercegovini.

## Istorija
Daorsi su u procesu helenizacije preuzeli grčki jezik i pismo, i bili u stalnim trgovačkim vezama s Grcima. Tvrđava Daorsona je nastala na praistorijskom utvrđenom naselju koje je tu kontinuirano postojalo još od početka ranog (17. do 16. vek pne.), pa sve do kraja kasnog bronzanog doba (9. do 8. vek pne.). Poznato je kako je od 167. p. n. e. Neretva bila severo-zapadna granica Rimske republike na Balkanu, pa i granica Daorsa, koji su u okviru te države uživali neku vrstu autonomije. U to doba Daorse su iz pravca rijeke Cetine napadali Delmati, moćno ratničko pleme, čija se vlast u nekim razdobljima pružala preko Cetine u pravcu reke Neretve. 
U vrijeme ratova između Cezarovih i Pompejevih pristalica na obali Jadranskog mora Delmati su se našli na jednoj strani, a Daorsi na suprotnoj. Pompejev legat je 49. p. n. e. stupio u savez s Delmatima i njima pridruženim plemenima, dok su Daorsi pristali uz Cezarovog pretora Vatiniusa koji započinje ratne operacije protiv Delmata najkasnije u proljeće 45. p. n. e. Gotovo je sigurno da su Delmati baš u to vrijeme (44. ili 43. p. n. e.) napali grad Daorson i potpuno ga razorili. Iz podataka o ratovima Vatiniusa protiv Delmata može se prilično tačno utvrditi vreme uništenja grada Daorsona i prekida života u njemu. 
Arheološki materijal s utvrđenja datira iz druge polovine 1. veka p. n. e., što se podudara s pretpostavljenim vremenom napada na grad i s prekidom života u njemu. Na ruševinama grada Daorsona nikada kasnije nije nastalo trajnije naselje. Pojedinačni i retki nalazi zastupljeni su na tom prostoru iz raznih epoha i stoleća, pa i najnovijeg vremena, jer su se ljudi tamo često kretali. Kasnije se novi centar Daorsa razvio u delu Vidova polja i današnjeg Stoca, početkom 1. века pne. kao municipij Diluntum.
Osamdesetih godina prošlog veka meksički istraživač Robert Salinas Prajs uzburkao je javnost svojom pretpostavkom da je Daorson antička Troja, a sudeći po megalitskoj gradnji, moguće je da Daorson nije ni ilirski, ni helenistički grad, već nešto daleko starije.
Odlukom Povjerenstva za očuvanje nacionalnih spomenika Bosne i Hercegovine, Daorson je proglašen nacionalnim spomenikom Bosne i Hercegovine.

## Odlike
Daorson su činile tri celine od kojih je središnja bila citadela – akropola koja je bila opasana »kiklopskim« zidinama od velikih kamenih blokova (sličan onima u Mikeni u Grčkoj). U njoj su bili smešteni svi važniji upravni, javni i verski objekti. Obrambeni zid koji se pruža od jugozapada prema severoistoku bio je dug 65 m, širok 4,2 m, a visok između 4,5 i 7,5 metara, imao je vrata i tornjeve na oba kraja. Ostaci planski organiyovanog naselja prostiru se istočno i severoistočno od akropole, izvan utvrđenog dela.
Nakon prvih iskopavanja iz 1963. godine, arheolozi su pronašli ostatke brojnih amfora za vino, delova fine keramike, ali najvredniji nalaz, bronyanu kacigu. Ona je bila ukrašena nizom grčkih likova: Afrodite, Nike, Helija, Dionisa, Muza, Pegaza i drugih, a natpis na njoj je sličan natpisu na kacigi pronađenoj u Makedoniji. Pronađeni su takođe i ostaci granitne skulpture Kadma i Harmonije, ali i ilirski reljef s trinaest zmija i pet pari orlovskih krila.
U jednom manjem objektu pronađena je kovačnica novca s prigodnim alatima i matricama, 39 raznih novčića (29 s likom kralja Ballaiosa iz 168. p. n. e., te 9 s grčkim natpisom ΔΑΟΡΣΩΝ i likom lađe). Važnost novca je bila velika, značila je nezavisnost plemena Daorsa, ali i potvrdu da su imali razvijen obrt, kulturu i trgovinu s drugim narodima. Oblici prikazanih brodova upućuju na zaključak da su Daorsi gradili dve vrste brodova: ratne i trgovačke. 
Daorson se takođe nalazi u neposrednoj blizini lokaliteta Desilo u Hutovu blatu, gdje je Snježana Vasilj otkrila ilirske brodove, prve takve vrste u svetu. Dr. Niels Miller Schiesel s Nemačkog arheološkog instituta u Frankfurtu je 2007. godine radio geomagnetna istraživanja Daorsona. Njegova istraživanja su otkrila zidine koje se danas nalaze pod slojem zemlje, a koje su oko 500 godina starije od zidina koje su već otkopane.